# シカゴ市消防局
シカゴ市消防局（シカゴししょうぼうきょく、City of Chicago Fire Department 略称：CFD）は、アメリカ合衆国イリノイ州のシカゴ市が設置する市消防機関である。

## 概要
シカゴ市内で救急医療、消火及び救助を行う機関である。また、伝染病等の生物学的な危険に対する一時的な措置及び危険を及ぼす可能性のある化学物質そして放射性物質等の除去も行っている。
米国で3番目に大きな消防組織で、米国内で最も古い組織化された消防署の1つでもある。

## 沿革
前身組織である消防団はシカゴ市消防局を組織する条例を可決した1858年8月2日に廃止された。

## 組織

### 部門（Bureaus）
消防局内には4つの部がある。
警防部（Bureau of Operations)
消防局内で最大の部門で消防救助課、救急課、特殊作戦課及び火災調査室が含まれる。4,500人以上の職員が所属している。
管理サービス部（Bureau of Administrative Services）
人事課、訓練課、撮影班が含まれ、従業員支援プログラムも担当している。
会計部（Bureau of Logistics）
施設や車両、資産の管理を担当している。
防火部（Bureau of Fire Prevention）
査察・検査を担当

## 警防部
消防救助課（Fire Suppression and Rescue Division）
5つの消防地区で構成されており、地区長によって各地区が指揮されている。5つの地区内に24の消防大隊があり、各シフトごとに大隊長が指揮を執る。
救急課（Emergency Medical Services Division）
2つの救急部（南部と北部）で構成されており、9つの救急地区がある。
特殊作業課（Special Operations Division）
特殊作戦課は、危険物処理や空海救助、技術的救助、潜水救助などを担当する。

## 部隊
警防部における小隊は小隊長（CaptainまたはLieutenant）によってそれぞれが指揮されている。
ポンプ隊（Engine Company）
ほぼすべての災害に出動する小隊で、消火活動を主とする。消防士候補生は消防学校卒業後にポンプ隊に配属されることが多い。
はしご隊（Truck Company, Tower Ladder Company)
はしご隊は火災現場での建物内侵入、要救助者の捜索・換気及びはしご車の梯体の操作を任務としている。はしご車には火災現場での捜索及び救助に使用する器具や可搬式ブロアー及び油圧救助器具が積載されていて油圧救助器具は交通事故などの救助活動に使用される。
救急隊（Ambulance Company）
シカゴ市消防局の救急隊は全てALSレベルである。
レスキュー隊（Squad Company）
レスキュー隊員は、特別な訓練を受けており市内全域の技術的救助に対応する。閉鎖空間、建物崩壊、潜水、トレンチ、ロープなどの様々な救助事案に対応することが出来る。市内に4隊のレスキュー隊が配置されており、6人の隊員で構成される。各小隊にはレスキュー車とスノーケル車の2台が割り当てられており、構成隊員の内2人はスノーケル車を担当する。
レスキュー1、2、5、7が存在し、レスキュー7はオヘア空港を管轄している。
危険物処理班（Hazardous Incident Team）
市内に2つの処理班と1つの支援班が配置されており、市内全域の危険物災害に対応する。
空海救助班（Air-Sea Rescue Unit）
ヘリコプターや消防艇を使用した救助・消防活動を行う。班内で航空隊と潜水隊に分かれている。

## シカゴ市消防局が登場する作品
- バックドラフト（1991） -
- シカゴ・ファイア（2012-現在） - 架空の第51分署「レスキュー3」の活躍を描くテレビドラマ。シカゴ市消防局の協力により実際の建物や車両が撮影に使われ、現役の隊員もカメオ出演している。

## 大きな事件・事故
- シカゴ大火（1871）
- ミッケルベリーソーセージ会社爆発事故（1968）
- 通勤列車衝突事故（1972）